# スカー・シンメトリー
スカー・シンメトリー（Scar Symmetry）は、スウェーデンのメロディックデスメタルバンドである。2004年4月に結成された。
クリスチャンを始めとして、メンバーのほとんどが既に他のバンドで中核として活躍している面々が集まって結成したことから、当初より相当な期待を持って迎えられた。
独特の浮遊感漂う音響に加え、キャッチーなギターリフとバスドラムが層を成す正統派メロディック・デスの構成だが、バンドとして印象的な個性を出す音作りには、アンムーアド等でも活躍しているクリスチャン・アルヴェスタムのボーカル技巧に依るところが大きかった。
2008年『Holographic Universe』がアメリカ・ビルボード誌のHeatseekers Chartで23位を記録、発売から半年間で50万枚を売上げる成功を収めた。
低音部をグロウルでリズムを刻み、高音部をクリーンでメロウに奏でるという、凶暴なデスヴォイスと哀愁的クリーンヴォイスとの極端なヴォーカルチェンジが特徴だったが、2008年9月にクリスチャンが脱退したため、ロバート・カールソン（デスヴォイス担当）とラーズ・パームクヴィスト（クリーンヴォイス担当）のツインボーカル体制となった。クリスチャン1人でグロウル、クリーンの2パートを担当する体制から、ツインボーカル体制となったため、グロウルとクリーンのボーカルが交錯したり、2つのボーカルが重なるなど、楽曲に幅が広がった。

## 略歴
アルタード・イーオンのアルバムレコーディングのために、ヨナス・キェルグレンのレコーディングスタジオ、ブラック・ラウンジ・スタジオ (英語: Black Lounge Studios）にヘンリク・オールソンが入り、2人が知り合う。知り合ってすぐにヨナス・キェルグレンからバンド結成の話が持ち上がり、キェルグレン (G)とオールソン (Ds)の2人でスカー・シンメトリーを結成。キェルグレンは、スカー・シンメトリー結成前にデスラッシュバンド、カーナル・フォージから脱退しており、もっとメロディアスなバンドをしたいと考えていた。結成後、間もなくオールソンとアルタード・イーオンで活動を共にするペル・ニルソン (G)と、キェルグレンの友人ケネス・ザイル (B)が加入。ザイルは、それまでヘヴィメタルバンドでの活動歴はほとんどなく、ソウルミュージックを中心に活動していた。その後、最後にアンムーアドなどで活動するクリスチャン・アルヴェスタム (Vo)が加入、バンド体制が整う。アルヴェスタムの加入は、オールソンの強い要望で実現した。
バンド体制が整ってからすぐにデモテープ『Seeds of Rebellion』をリリース。このデモがきっかけでコールド・レコードと契約。ちなみに、コールド・レコードはアルヴェスタムが参加するインキャパシティとトーチベアラーも当時所属していた。2005年、1stアルバム『Symmetric in Design』をリリース。シンセサイザーをキェルグレンとニルソンが担当し、レコーディング・エンジニアはキェルグレンが担った。日本では、サウンドホリックから日本盤がリリースされた。リリース後、ドイツの大手ヘヴィメタルレコード・レーベル、ニュークリア・ブラストに移籍。2006年に2ndアルバム『pitch|black|progress』をリリース。日本では、アヴァロン・レーベルからのリリースとなった。2ndアルバムリリース後、ヒポクリシーやソイルワークらとのツアー「European Neckbreaker's Ball」に参加。2007年には、カタトニア、インソムニウム、スワロー・ザ・サンと初のアメリカツアーも果たしている。2008年に3rdアルバム『Holographic Universe』をリリース。
『Holographic Universe』リリースから数か月後、アルヴェスタムが脱退。脱退の理由は、「ビジネス面と音楽面での相違と、メンバー間のケミストリーが失われた」というものだった（原文ママ）。その実態は、バンドの活動の方針、主にツアーを巡ってアルヴェスタムと、ニルソン、ザイル、オールソンの3人とが衝突したためであった。ツアーに対してかなり消極的だったアルヴェスタムと、ツアーを積極的に行いたい3名とが対立し、3名は「クリスチャン（・アルヴェスタム）が脱退しない場合は自身達が脱退する」と言うほどまでになっていた。バンドの中心人物であるキェルグレンはこの2者の間に入っていたが、対立の解消は難しく、自身のツアーを積極的に行いたいという希望もあって、アルヴェスタム解雇の決断をしたという。この脱退までには、アルヴェスタムは何回かツアーを拒否しており、中には地元での単発のライヴですらキャンセルすることもあった。ただ、現在はアルヴェスタムとバンドメンバーとの間にわだかまりはないとのことである。
アルヴェスタムの後任には、元エッジ・オブ・サニティ、フェイスブレイカーのロバート・カールソン (Vo)が加入。キェルグレンは、カールソンを『スウェーデン最強のグロウラー』と評している。カールソン加入後、カールソンの友人であるラーシュ・パームクヴィスト (Vo)が加入。カールソンが主にグロウルパート、パームクヴィストが主にクリーンパートを担当するが、両者ともバッキング・ボーカルで、互いのパートを補完するなど、完全に分業しているわけではない。2009年に、4thアルバム『Dark Matter Dimensions』をリリース。
『Dark Matter Dimensions』リリース後、ツアーを活発に行うようになる。リリース直後の2009年10月には、ベヒーモスやデヴィルドライヴァー、アーシスらと『Neckbreaker's Ball Tour』を行い、翌年2月にはヒポクリシーの『A Taste of Extreme Divinity Tour』に同行している。また、同年後半にはエピカと北米ツアーを行っている。2011年に、5thアルバム『The Unseen Empire』をリリース。
2013年8月、バンドの創設者の一人で中心人物でもあるキェルグレンが脱退。脱退の理由は、多忙によりスカー・シンメトリーの活動に参加できないため。後任は据えず、5人組で活動を継続し、ライヴではサポートを立てることとなった。2014年に6thアルバム『The Singularity (Phase I: Neohumanity)』をリリース。
2015年10月27日にベーシストのケネス・ザイルが脱退したことが発表された。この時点で後任は発表されておらず、ベーシストについてもセッションメンバーを起用してライブ活動を継続する。
2016年に元ブラッドショット・ドーンのベンジャミン・エリス (G)と元ヒポクリシーのアンドレアス・ホルマ (B)の加入が発表された。同年より7thアルバムの曲作りを開始し、2017年には主要部分のレコーディングも完了した。しかし、同年にバンドの中心人物であるニルソンがノクターナル・ライツに加入、その直後にフレドリック・トーデンダルの活動休止に伴い、メシュガーにサポートとして参加することとなった。この背景には、キェルグレンの脱退後、スカー・シンメトリーのマネジメントを一手に引き受けていたニルソンのストレスもあったという。この結果、スカー・シンメトリーの活動は下火となり、アルバムの制作も凍結状態となった。更に2019年3月には、アンドレアス・ホルマの脱退が発表された。この脱退は友好的なものでは無く、中心メンバーのニルソンによれば、数か月前から決まっていたツアーを、ホルマがツアー開始数週間前になって、別バンドでのライヴを理由に突然参加しないと通告したことがきっかけだったとのことである。ツアー直前の通告だったため、代役のベーシストを立てようにもベースパートの習得や査証などが間に合わず、ニルソンが演奏したベースパートの録音音源を流すことで対応することとなった。ニルソンは声明の中でホルマに対して失望したと何度も述べているが、ホルマへの感謝も述べている。
2021年にトーデンダルがメシュガーに復帰することとなり、ニルソンのサポート参加が終了、所属レーベルであるニュークリア・ブラストからの働き掛けもあり、スカー・シンメトリーの活動を再開する。2023年に、9年ぶりとなる7thアルバム『The Singularity (Phase II: Xenotaph)』をリリースした。なお、ベーシスト不在のベースパートはニルソンが兼任している。
2024年3月末。結成メンバーのヘンリク・オールソンとギタリストのベンジャミン・エリスの脱退が発表された。オールソンは家庭の事情により、2019年から続いている新型コロナウイルス感染症の世界的流行が落ち着いた後もライヴ活動に復帰することができずそのまま脱退し、エリスは他の音楽活動に注力するために脱退することになった。また同時に、ローレンス・ディナマルカ (Ds)とスティーヴン・プラット (G)の加入も発表された。オールソンの脱退により、オリジナルメンバーが2名とも脱退し、残る初期メンバーはニルソンのみとなった。

## メンバー

### 現メンバー
- ロバート・カールソン (Roberth Karlsson) - ボーカル (2008 - )

エッジ・オブ・サニティ、インキャパシティ、フェイスブレイカー、ソーラー・ドーンでも活動していた。
- ラーズ・パームクヴィスト (Lars Palmqvist) - ボーカル (2008 - )
- ペル・ニルソン（Per Nilsson、1974年3月5日-） - ギター (2004 - )

ワールド・ビロウ、アルタード・イーオン、ノクターナル・ライツ、メシュガー（サポート）でも活動。7thアルバム『The Singularity (Phase II: Xenotaph)』ではベースも兼任した。
- スティーヴン・プラット (Stephen Platt) - ギター (2024 - )

デヴィン・タウンゼンドにライヴギタリストとして参加経験がある。
- ローレンス・ディナマルカ (Lawrence Dinamarca) - ドラムス (2024 - )

ナイトレイジ、ブリーディング・ユートピア、カーナル・フォージ、ロック・ヴォストーク、マンティコラ、エターナル・オータムなどでも活動。

### 過去の在籍メンバー
- クリスチャン・アルヴェスタム（Christian Älvestam、1976年4月14日-） - ボーカル (2004 - 2008)

ソーラー・ドーン、ソリューション .45、アンムーアド、インキャパシティ、トーチベアラー、ミザレーションで活動。
- ヨナス・キェルグレン（Jonas Kjellgren、1977年7月4日-） - ギター (2004 - 2013)

センティネクス、カーナル・フォージ (ボーカル)、デラモート(ボーカル)でも活動。
- ベンジャミン・エリス (Benjamin Ellis） - ギター、ボーカル (2016 - 2024)

ブラッドショット・ドーンでも活動。
- ケネス・ザイル（Kenneth Seil、1970年2月28日） - ベース (2004 - 2015)

他には、ソウルミュージックバンドで活動している。
- アンドレアス・ホルマ (Andreas Holma) - ベース、ボーカル (2016 - 2019)

ヒポクリシー、ペインでも活動。
- ヘンリク・オールソン（Henrik Ohlsson、1975年9月29日） - ドラムス (2004 - 2024)

ミュータント、アルタード・イーオン、セオリー・イン・プラクティスでも活動。

## ディスコグラフィー
- シンメトリック・イン・デザイン（Symmetric In Design（2005年）
- ピッチ・ブラック・プログレス（Pitch Black Progress)（2006年）
- ホログラフィック・ユニヴァース (Holographic Universe)（2008年）
- ダーク・マター・ディメンションズ  (Dark Matter Dimensions)（2009年）
- アンシーン・エンパイア  (The Unseen Empire)（2011年）
- シンギュラリティ～フェーズ1: ネオヒューマニティ (The Singularity (Phase I: Neohumanity))（2014年）
- ザ・シンギュラリティ（フェイズII - セノタフ） (The Singularity (Phase II: Xenotaph))（2023年）